# 安东尼区
安东尼区（法語：arrondissement de Antony）是法国法蘭西島大區上塞纳省所辖的一个区。总面积47.4平方公里，总人口380371，人口密度8494人/平方公里（2018年）。主要城镇为安东尼。

## 辖区
安东尼区辖有11个市镇。